# Peul de Bagirmi
Ne doit pas être confondu avec la langue nilo-saharienne du barma, aussi appelée « bagirmi ».
Le peul de Bagirmi ou peul de Baghirmi est une variété du peul, parlée par les Wodaabes, ethnie nomade des Peuls, principalement au Tchad et en République centrafricaine, mais aussi au nord du Niger et du Cameroun. Il est proche du peul de l'Adamaoua et pourrait être similaire au peul nigérian.

## Utilisation
Cette langue est parlée par l'ethnie nomade peule des Wodaabes, au Tchad entre les villes de Bokoro (Tchad) et de Massenya, mais aussi de manière dispersée, et également en République centrafricaine, ainsi qu'au nord du Niger et du Cameroun.
Elle ne possède pas de système d'écriture.